# Beloved Sisters
Beloved Sisters (Die geliebten Schwestern) é un film del 2014 diretto da Dominik Graf.
Tratta della vita di Friedrich von Schiller dopo l'incontro con le due sorelle Caroline von Lengefeld e Charlotte von Lengefeld fino alla sua morte nel 1805.

## Trama
Alla  fine del XVIII secolo a Rudolstadt in Germania, vivono due sorelle della piccola aristocrazia tedesca, Caroline von Lengefeld, sposata giocoforza per salvare la sua famiglia dalla rovina economica, con Friedrich Wilhelm Ludwig von Beulwitz (1755-1829) un ricco  nobile molto più anziano di lei, e Charlotte von Lengefeld, nubile, che in estate vive  in casa della  sua madrina Charlotte von Stein a Weimar per introdursi  nella buona società di corte con la speranza di accasarsi. Essendo svanita la possibilità di maritarsi con un ufficiale scozzese che le faceva la corte, a causa della sua improvvisa partenza per l'India, incontra  casualmente, affacciandosi alla finestra della sua camera,  un giovane sconosciuto che le chiede indicazioni per raggiungere il suo albergo. Si scoprirà, poi, che si trattava del giovane scrittore e poeta Friedrich von Schiller che, nell'estate del 1788 frequentava la casa della famiglia a Rudolstadt. Entrambe le sorelle sono sedotte dal romantico ed affascinante poeta, ed in occasione di una romantica gita alle cascate Cascate del Reno, a Neuhausen am Rheinfall (conosciute anche come cascate di Sciaffusa), di fronte al " dio delle acque", romanticamente, prendono la decisione di dividere il loro amore con il poeta.
La madre inizialmente è contraria all'unione con il poeta, ma poi acconsente quando egli ottiene, grazie all'aiuto di Goethe, una cattedra universitaria a Jena. Il ménage a trois però stentava a realizzarsi, Charlotte e Caroline (Lotte e Line per Schiller) convivono nella stessa casa, e Caroline contribuisce alle spese, di fatto prostituendosi con un anziano amico, ma il marito di Caroline rifiutava il divorzio. Nel film, Schiller interviene con una lettera piuttosto scabrosa presso il von Beulwitz, e Caroline, ottenne nel 1794 il divorzio. Ma essendo incinta di un bimbo di padre sconosciuto si sposò con il cugino Wilhelm von Wolzogen, amico d'infanzia di Schiller. Il bimbo venne fatto nascere in Svizzera ed affidato ad una balia. Per non fare sorgere sospetti sulla paternità, il registro di nascita fu alterato indicando la data di nascita come 1795. Caroline quindi vive con Wilhelm ed i rapporti con la sorella si rarefanno fino ad una sorda ostilità. Inutilmente la madre, nel frattempo caduta in miseria, cerca di far riappacificare le due sorelle in occasione di una sua visita a casa di Schiller. Apparentemente sembra riuscirci, ma una scenata di gelosia di Lotte che frantuma l'ultimo servizio di porcellana che la madre aveva portato in dono, causa una crisi improvvisa a Schiller che muore di tubercolosi poco dopo. Il film si conclude con una panoramica della casa di Schiller, vista ai giorni nostri con una folla di visitatori commossi.